# Cá nóc hòm lưng gù
Cá nóc hòm lưng gù, hay cá nóc hòm ba cạnh, danh pháp là Tetrosomus concatenatus, là một loài cá biển thuộc chi Tetrosomus trong họ Cá nóc hòm. Loài này được mô tả lần đầu tiên vào năm 1785.

## Từ nguyên
Tính từ định danh concatenatus trong tiếng Latinh có nghĩa là "nối với nhau", hàm ý đề cập đến hoa văn chuỗi mắt xích trên thân của loài cá này.

## Phạm vi phân bố và môi trường sống
Từ Đông Phi, cá nóc hòm lưng gù được phân bố rộng khắp khu vực Ấn Độ Dương - Thái Bình Dương, giới hạn phía nam đến Nam Phi và đảo Lord Howe , phía bắc đến Nam Nhật Bản, phía đông tới Philippines và Nouvelle-Calédonie.
Cá nóc hòm lưng gù sống tập trung ở khu vực nền đáy bùn hoặc thảm cỏ biển có độ sâu đến ít nhất là 60 m, cũng có thể thấy ở khu vực cửa sông.

## Mô tả
Chiều dài cơ thể lớn nhất được ghi nhận ở cá nóc hòm lưng gù là 30 cm. Thân màu nâu vàng nhạt, hơi tím. Mặt bụng màu xám vàng nhạt. Hai bên lưng màu tím nâu, đường gờ lưng thấp, có 2 gai nhỏ. Các vây đều có màu vàng nhạt, gốc vây lưng màu nâu tím. Bắp đuôi màu đỏ tía nhạt. Cá con có 7 gai nhỏ ở lưng nhưng chỉ có 2 gai lớn nổi trội. Đầu dô cao, ít dốc. Mắt tròn, rìa trên mỗi mắt có 2 gai. Cá đực có các sọc đốm màu xanh lam và có thể nhanh chóng chuyển nhạt dần.
Số tia vây ở vây lưng: 9; Số tia vây ở vây hậu môn: 9–10; Số tia vây ở vây ngực: 10–11.